# Cathy Meba Mvondo
Christiane Cathy Bisse Meba est une personnalité publique camerounaise et présidente de la Jeunesse émergente et républicaine du Cameroun (JERC).

## Biographie

### Enfance, éducation et débuts
Cathy Meba Mvondo est la fille du frère cadet du Paul Biya,,,. Elle est élevée par ses grands-parents et est proche de Jeanne-Irène Biya, qui participe à son éducation.

### Carrière
Après sa formation, elle commence sa carrière à AES SONEL. Elle postule ensuite pour un poste de promotion touristique du Cameroun en France.
Elle est conseillère régionale du Sud dans la circonscription de Meyomessala,. Elle crée et dirige la Jeunesse émergente et républicaine du Cameroun (JERC),,,.
BISSE MEBA Christiane Cathy est mère et épouse.

## Ouvrage
Elle est auteure de 40 ans et si c'était Moïse? un ouvrage sur Paul Biya.